# Ателье «Paradise Kiss»
«Ателье „Paradise Kiss“» (яп. パラダイス・キス Парадаису Кису) или ParaKiss — манга авторства Ай Ядзавы. Состоит из пяти томов, её издание осуществлялось в период c апреля 2000 по август 2003 года. Paradise Kiss является ответвлением сюжета манги Neighborhood Story. В Японии впервые опубликовалось издательством Shodensha (журнал Zipper).
Компанией Madhouse было снято двенадцатисерийное аниме, производством которого занимался Кобаяси Осаму. Оно транслировалось с 14 октября по 30 декабря 2005 года на японском канале Fuji TV в блоке передач noitaminA. В России аниме лицензировала компания Mega-Anime. Длина каждой серии составляет 23 минуты.
В 2011 году режиссёром Такэхико Синдзё на основе сюжета манги снят фильм «Райский поцелуй».

## Сюжет
Юкари всегда была хорошей девочкой и слушалась родителей. Прилежная ученица, она готовится поступить в престижный университет, чтобы не разочаровать родителей. Но она тайно влюблена в своего одноклассника Хироюки Токумори. Из-за неспособности признаться в своих чувствах она лишь молча смотрит на фотографию Токумори и краснеет в его присутствии.
Все меняется, когда к ней на улице подходит парень с устрашающим пирсингом и весьма настойчиво просит Юкари стать моделью для марки одежды Paradise Kiss («Райский поцелуй») — новой марки одежды от молодых, амбициозных и нестандартно мыслящих студентов-дизайнеров. Юкари отказывается, ведь у неё впереди экзамены. Но к ней проявляет интерес главный дизайнер марки Paradise Kiss Джорджи, и после общения с ним Юкари соглашается стать моделью. Мать девочки не даёт на это согласия, и девушке приходится убежать из дома и бросить школу.

## Персонажи
Юкари (Кэролайн) Хаясака (яп. 早坂 紫 Хаясака Юкари) — главная героиня аниме. В детстве очень расстроилась, когда не сдала вступительный экзамен в школу для умных детей, и дала матери обещание, что будет хорошо учиться. В начале манги Юкари получает предложение от Paradise Kiss стать их главной моделью и помочь выиграть показ мод в их университете. Для японки у неё очень высокий рост, она закомплексована и поначалу считает себя уродливой. Когда Юкари находится рядом с Джорджи, то становится очень вспыльчивой и раздражительной.
Сэйю: Ю Ямада
Джорджи (Дзёдзи) Коидзуми (яп. 小泉 譲二 Коидзуми Дзёдзи) — обаятельный юноша, друг детства Изабеллы, который предпочитает правде лесть и часто врет. Его настоящее имя Дзёдзи, но он переделал его в иностранное «Джорджи» (японское произношение имени «Джордж») под тем предлогом, что катаканой эти два имени пишутся одинаково (ジョージ). Также он может встречаться сразу с двумя и больше девушками и не видит в этом ничего плохого. Джорджи — прекрасный модельер. Именно он придумывает все наряды марки Paradise Kiss.
Сэйю: Кэндзи Хамада
Араси Нагасэ (яп. 永瀬 嵐 Нагасэ Араси) — настоящий бунтарь, никогда не следует правилам. Очень груб и прямолинеен, но невероятно заботлив с теми, кто ему дорог. Именно он заметил в толпе Юкари. Играет в рок-группе Babys.
Мивако Сакурада (яп. 櫻田 実和子 Сакурада Мивако) — миловидная девушка с розовыми волосами. Почти сразу подружилась с Юкари и помогла ей встать на путь модели. Своим идеалом она считает сестру, президента и главного дизайнера компании Happy Berry, победившую когда-то в студенческом конкурсе.
Хироюки Токумори (яп. 徳森 浩行 Токумори Хироюки), или просто Хиро-кун, — одноклассник Юкари, в которого она долго была влюблена. Именно его фотография лежала в записной книжке Юкари, когда она оставила её в ателье. Как позже оказывается, Хиро — друг детства Араси и Мивако. В детстве они одинаково нравились ей, но Мивако выбрала Араси, велев Хиро никогда не попадаться ей на глаза. Так и было бы, если бы Юкари не воссоединила их снова. Он влюбляется в Юкари к концу сериала и называет её «прекрасным цветком».

## Список серий
| 1                                                        | Ателье ~ Atelier (邂逅)         | 13 октября 2005 года |
| Юкари получает предложение стать моделью марки ParaKiss. |                                 |                      |
| 2                                                        | Освещение ~ Illumination (掃討) | 20 октября 2005 года |
| Юкари и Джорджи встречаются в библиотеке.                |                                 |                      |
| 3                                                        | Поцелуй ~ KISS                  | 27 октября 2005 года |
| Юкари днём и ночью ждёт звонка от Джорджи.               |                                 |                      |
| 4                                                        | George (ジョージ)               | 3 ноября 2005 года   |
| 5                                                        | MOTHER                          | 10 ноября 2005 года  |
| 6                                                        | NEW WORLD                       | 17 ноября 2005 года  |
| 7                                                        | Butterfly (蝶)                  | 24 ноября 2005 года  |
| 8                                                        | Tokumori (徳森)                 | 1 декабря 2005 года  |
| 9                                                        | Designer (デザイナー)           | 8 декабря 2005 года  |
| 10                                                       | Rose (薔薇)                     | 15 декабря 2005 года |
| 11                                                       | Stage (ステージ)                | 22 декабря 2005 года |
| 12                                                       | Future (未来)                   | 29 декабря 2005 года |

## Музыка
Начальную песню «Lonely in Gorgeous» исполняет Томоко Кавасэ.

Заключительную песню «Do You Want To» исполняет Franz Ferdinand.